# Fernando Cruz (futebolista)
Fernando da Conceição Cruz (Cabanas de Viriato, 12 de outubro de 1940 – 16 de agosto de 2025) foi um jogador de futebol da seleção portuguesa, mais conhecido por Cruz. Jogava na posição de defesa esquerdo.

## Carreira

### Clubes
Representou o Benfica e o Paris Saint-Germain. Conquistou duas Taças dos Clubes Campeões Europeus, oito Campeonatos e três Taças de Portugal.
Titular da equipa do Benfica aos 20 anos de idade, foi com a mesma idade que Cruz vestiu pela primeira vez a camisola da selecção nacional. Ao serviço do Benfica, foi uma figura importante e nuclear dos grandes êxitos alcançados nos anos 60, tendo a particularidade de ser dos poucos jogadores que alinharam nas cinco finais da Taça dos Clubes Campeões Europeus que o clube disputou nessa década.

## Seleção Nacional
Alcançou 11 internacionalizações.
A sua estreia deu-se a 21 de maio de 1961, num Portugal-Inglaterra (1-1) de qualificação para o Mundial de 1962. Não tendo sido utilizado em qualquer dos jogos da qualificação para Inglaterra, Cruz foi um dos 22 "Magriços" que não jogaram na velha Albion.
A sua carreira com a camisola das quinas terminou a 30 de junho de 1968, na então cidade de Lourenço Marques, num encontro particular entre Portugal e o Brasil (0-2).

## Morte
Fernando morreu de doença prolongada no dia 16 de agosto de 2025, aos 84 anos.

## Títulos
- 8 Campeonatos de Portugal
- 3 Taças de Portugal
- 2 Taças dos Campeões Europeus